# Lluís López Mármol
Lluís López Mármol (Manresa, 5 de marzo de 1997) es un futbolista español que juega en la demarcación de defensa para el Shandong Taishan de la Superliga de China.

## Biografía
Empezó a formarse como futbolista en la cantera perica y fue capitán en todos los equipos de la cantera desde el Benjamín, donde ingresó en 2005. En 2016 tras once años en el club, el central pasaría a formar parte del filial en Segunda División B. También ha sido internacional con la selección española en sub-16, sub-17 y sub-19.
Realizó su debut profesional con el primer equipo del Espanyol el 1 de noviembre de 2018 en la ida de dieciseisavos de Copa contra el Cádiz en el Ramón de Carranza. Lo hizo sustituyendo a un lesionado Naldo, precisamente. En el último partido copero, en casa contra el Villarreal, jugó sus primeros minutos en el RCDE Stadium. 
En verano de 2018 renovó con el Espanyol hasta 2022 y la temporada 2019-20 pasaría oficialmente parte de la primera plantilla del equipo perico.
El 21 de enero de 2019, en la vigésima jornada de Primera División, hizo su debut en Ipurúa frente a la S. D. Eibar en un encuentro en el que el R. C. D. Espanyol perdería por tres goles a cero, en el que el central jugaría los 90 minutos. Más tarde, durante la temporada 2018-19, jugaría varios encuentros más en Primera División.
El 30 de enero de 2020 el C. D. Tenerife oficializó su llegada hasta final de temporada como cedido.
En agosto de 2021 se desvinculó del R. C. D. Espanyol y fichó por el Real Zaragoza. En la temporada 2024-25 llegó a ser el capitán y al final de la misma, después de haber jugado 113 partidos, se marchó al expirar su contrato. Entonces se fue a China para competir con el Shandong Taishan.

## Clubes
| Club                    | País   | Año       | Partidos | Goles |
| ----------------------- | ------ | --------- | -------- | ----- |
| R. C. D. Espanyol "B"   | España | 2016-2019 | 123      | 8     |
| R. C. D. Espanyol       | España | 2018-2021 | 44       | 1     |
| C. D. Tenerife (cedido) | España | 2020      | 9        | 0     |
| Real Zaragoza           | España | 2021-2025 | 113      | 1     |
| Shandong Taishan        | China  | 2025-     |          |       |

## Palmarés

### Títulos nacionales
| Título           | Club              | País   | Año     |
| ---------------- | ----------------- | ------ | ------- |
| Segunda División | R. C. D. Espanyol | España | 2020-21 |